# Revenant
A Revenant egy akció-szerepjáték, amelyet a Cinematrix Studios fejlesztett és az Eidos Interactive adott ki 1999. október 26-án.
A fantasy-elemekre épülő játékban egy hercegnőt kell kiszabadítani a magát a Változás Gyermekeinek nevező gonosz szekta karmai közül.

## Kerettörténet
A történet egy Ur nevű világ kisebb szigetén, Akhuilonon játszódik.  A hely ura, Tendrick (teljes nevén Tendrick D'Averam), Akhuilon szigetének kormányzója egyetértésével, az udvari mágus és főtanácsadó, Sardok megidézi egy egykor élt nagy harcos szellemét, hogy segítségükre legyen a Változás Gyermekei nevű gonosz szekta elleni harcban. A feltámasztott harcos (revenant), akit  Anserak (= a Pokol) legmélyebb bugyraiból mentettek ki, miután ott mintegy 10 000 évig bűnhődött; azt a parancsot kapja, hogy szabadítsa ki Tendrick szeretett lányát, Andriát a sziget lakosait rettegésben tartó szekta karmai közül. Az újjászületett hős, mivel előző életére nem emlékszik, új nevet kap: ő lesz Locke D'Averam, és újra kell tanulnia mindent, ami egykor naggyá tette: harcot, varázslást  egyaránt.
Néhány évvel a történet kezdete előtt egy ártalmatlannak látszó vallási kultusz képviselői költöztek a szigetre, akik egy Yaghoro nevű istent (egyben főpapjukat) imádtak. A Változás Gyermekei hamarosan azonban felfedték igazi arcukat. A sziget békés lakóit rendre elrabolták, agymosásnak vetették alá és céljaik szolgálatába állították, aki pedig ellenáll, azt megölik. Végül mágiában és harcművészetekben is járatos papjaik megostromolták a fővárost, Misthavent, és további hatalmas veszteségeket okoztak. A sziget lassan elnéptelenedik, a polgárok rettegnek. De Locke-nak nemcsak a Yaghoro-kultusz követőivel kell felvennie a harcot, hanem a számtalan vadállattal és szörnyeteggel (óriáspókok, ugrógyíkok, sárkányok, banditák, démoni és félvad troll/ogre-szerű lények), amelyek a sziget felszínén vagy barlangjaiban élnek.

## Játékmenet
A Revenant lényegét tekintve egy klasszikus szerepjáték számítógépes változatának és egy 3D-s grafikájú és harmadikszemély-nézetű harci játéknak (TPS) az ötvözete (hack-'n'-slash RPG). Beszélgetni kell a lakosokkal, hogy tudjuk, mit kell csinálni, a célunk teljesülését pedig ki kell harcolni. Lehetőségünk van verekedni, szúrófegyverrel harcolni, és a távolsági hadviselés – elsősorban mágiára épülő – formáit is alkalmazni. Az ellenségek megölésekor életerő-pontokat, gyakrabban pénzt és egyéb ellátmányt kapunk jutalmul, ládákban pedig fegyvereket, mágikus talizmánokat, ellátmányt és súgófájlokat találunk. A pénzből egyre jobb felszerelést vásárolhatunk Misthavenben, ezek erősebbé teszik a főhőst. A karakter, Locke egérrel és billentyűzettel is irányítható, de gamepad vagy  joystick szintén jól használható.
Az egyjátékos mellett online többjátékos üzemmód is használható. Ennek során Locke-on kívül más karakterek, mellékszereplők bőrébe is bújhatunk.

### Párbeszédek
Hogy miben is áll(nak) a küldetés(ek), azt a város lakóival folytatott párbeszédekből kell kideríteni (mielőtt valódi célunkat elérnénk, több feltétel-küldetést kell teljesítenünk). A párbeszédek determinisztikusak: egy minden párbeszédben előre adott szöveges listából kattintással választva adhatjuk a kérdéseket, illetve a lakosok – szintén behatárolt – kérdéseire adott válaszainkat .
Elvileg- ahogy a kalandjátékok többségében – a történet menete függ attól, hogy mit kérdezünk, mit válaszolunk, és mindezt milyen sorrendben, de a Revenant esetében ettől nem kell tartani, általában a lista minden kérdését fel kell tenni és minden választ meg is kell adnunk valamely kérdésre. Attól sem kell félnünk, hogy fontos információ (vagy eszköz) hiányában elveszítjük a játékot. A játék ugyanis nem engedi magát továbbjátszani egészen addig (például egyes ajtók nem nyílnak ki), amíg egy részküldetés teljesítéséhez minden szükséges hozzávalóval nem rendelkezünk. A Revenantra abszolúte lineáris és szakaszos történet- és küldetésszerkezet jellemző.
A párbeszédek másik fajtája a bolttulajdonosokkal folytatott diskurzusok, azaz az üzletek. A boltokban felszerelést vásárolhatunk: 1) fegyvert, 2) ruhát és páncélt, 3). mágikus eszközöket, 4). élelmet és gyógyszert. Meghatározott küldetéseket teljesítve és elegendő számú ellenfél megölése után Jong fegyvermestertől, Misthaven harcművészet-tanítójától haditechnikákat (ütéskombinációkat) tanulhatunk.

### Az eszköztár
A Revenant képernyője az akciónak helyt adó izometrikus játéktérkép mellett két eszköztárat is tartalmaz: egy alsót (alul) és egy oldalsót (jobboldalt). Az alsó a B, az oldalsó a space gombbal elrejthető és elő is hívható (csak párbeszéd közben nem).
A jobboldalt lévő eszköztáron kattintással a következő fontosabb funkciókat hívhatjuk elő: 1). súgó, 2). statisztika 3). felszerelés-diagram, 4). mágia-tábla, 5). tarisznya (inventory). 6). kistérkép.
A jobb oldali eszköztár mellett van egy, a képernyő alján elhelyezkedő eszköztár is. Ez az "övünk" tartalmát reprezentálja, s ide öt-hat olyan dolgot tehetünk, melyekre harc közben gyorsan szükség lehet.

#### "Súgó"
A Revenantnak nincs súgórendszere, bár a küldetések teljesítéséhez segít, hogy néha könyvekhez és papiruszokhoz (scrollok) jutunk, amelyek leírják vagy céloznak rá, mit kell tennünk (ezek ikonjára kattintva, egy külön ablakban nyílnak meg és lesznek olvashatóak). Ezek egy része csak Ur kerettörténetének árnyalására szolgál, más részük viszont a mágikus eszközök használatát írja le, vagy a küldetések teljesítéséhez nyújt információkat.
Egy másik lehetőség információszerzésre az eszköztár legelső gombja. Erre kattintva, egy kis ablakban megjelenik egy sárga képernyő, amelyben a varázslatok részletes, lexikoncikkszerű leírását találhatjuk: minden ilyen leírás tartalmaz egy ikont, mely jellemzi a varázslat fizikai megjelenését; tömör szöveget a varázslat hatásáról, feltünteti a szükséges talizmánkombinációt, valamint az igényelt manamennyiséget.

#### A statisztika-ablak
Ezt a függőleges eszköztár fentről második gombjára kattintva, vagy a felszerelés-diagramon a karakterünk alakjára jobb-kattintva hívhatjuk elő (utóbbi módszerrel a birtokunkba került tárgyak adatait is megnézhetjük).  A statisztikák a képességeinket és a teljesítményünket is mérik.

#### Tarisznya
Központi jelentőségű funkció a tarisznya: ebbe felszerelést gyűjthetünk (gyakorlatilag korlátlan mennyiségben, amennyit csak találunk): fegyverzetet, ruházatot, ellátást (étel, ital, gyógyszer). Ezeket vagy Misthavenben vásároljuk (egy-egy részküldetés befejeztével, illetve elvileg akármikor, visszatérhetünk a városba fejleszteni a felszerelésünk tartalmát, eladni a fölösleges dolgainkat és jobbakat venni), vagy a küldetések során szerezzük, találjuk. A tarisznyából a felszerelés-diagramra húzva bizonyos elemeket, felruházhatjuk Locke-t páncélokkal (sisak, kéz-, mell-, combvért és lábbeli) és kiegészítőkkel (2 gyűrű, 1 nyaklánc, 1 lőfegyver, 1 szúrófegyver).

#### A felszerelés-diagram
Ez tartalmaz egy íj-, egy nyíl-, egy sisak-, egy nyaklánc-, két gyűrű-, egy fegyver-, egy kardvért-, egy mellvért-, egy combvért-, egy lábvért- és egy lábbeli-cellát. A tarisznyából vagy az övből a megfelelő felszerelések (fegyverek, vértek, gyűrűk stb.) ikonjait a megfelelő cellákba téve, aktívvá tesszük az illető felszerelési tárgyat. Ha az adott felszerelésnél jobbat találunk az úton, lecserélhetjük a cella tartalmát, a lecserélt tárgy a tarisznyába kerül, ahonnan később eladhatjuk a misthaveni kereskedőknek. Egy cellába egyszerre csak egy tárgy kerülhet. A vértek és kiegészítők (gyűrűk, nyakláncok) védelmi erő tekintetében párhuzamosságot mutatnak (némelyik a mérgezés, némelyik a tűzkár ellen véd jobban), tehát a küldetések teljesítésében az eszközök variálásának – és egymást kizáró felhasználásának – van némi szerepe.

#### A mágia
A mágikus erők felhasználásához – "elemekről" vagy erőkről elnevezett – talizmánokat kell gyűjteni (Geralt, a Misthaveni könyvtáros 12 ismertet említ. A talizmánokat egy erre szolgáló cellás diagram celláiba téve, majd a kombinációra kattintva, megtörténik a varázslás (spell). A talizmánok sorrendje adott varázslatot hív elő: méregfelhőt, villámot, tűzoszlopot, gyógyulást, bénítást, időleges láthatatlanságot vagy szuper-erőt; és egyéb hasznos dolgokat.
A varázslatokhoz szükséges talizmán-kombinációkat speciális súgófájlok, a "magic scroll"-ok írják le, melyeket az utunk során kell megtalálni. Amikor a scrollban leírt varázslatot először hajtjuk végre, az eszköztár súgóablakában (ha aktív) automatikusan megjelenik a varázslatok lexikonszerű leírása (egy listából az aktuálisan hívott varázslat leírására ugorva), és ez után minden hívásakor is. A magic scroll meg nem találása nem korlátozza a varázslat végrehajthatóságát, csak a képességszint hiánya. A játékosoknak lehetősége van arra, hogy az egyes hívásfajtákhoz gyorsbillentyűt rendeljenek. Ehhez legalább egyszer végre kell hajtani a varázslatot (tehát sikeres hívás szükséges), majd az eszköztár súgóablakára kattintva, az ott megjelenő varázslat-lexikon kis képecskéit drag-and-drop módszerrel át kell húzni az eszköztár alsó sávjának egyik kis gömb alakú rekeszébe. Az 1.-4. rekeszek tartalmazta varázslatokat az F1.-F4. funkciógombok lenyomásával hívhatjuk meg ezután.

#### A kis térkép
A harmadik személyű, izometrikus perspektívára épülő térkép mellett a képernyő jobb alsó sarkában egy kisebb áttekintő térkép is szerepel. A tereptárgyak felismerésében is, de másban is segít: az ellenségeket (piros pötty) és barátokat (kék pötty) radarképhez hasonlóan, jóval azelőtt láthatjuk rajta, hogy észrevennének minket.

### Harc

#### Kézitusa és vívás
Háromféle ütésmódot tudunk alkalmazni: egyenes ütés/szúrás (swing, A gomb),  oldalvágás (lendítés, thrust, S gomb) és lefelé csapás (chop, D gomb). Ugyanezeket az elemi akciókat karddal is véghezvihetjük, csak persze jóval rombolóbb hatásúak. Ezen kívül több-kevesebb sikerrel blokkolhatjuk is az ellenfelek támadásait (F). Az alap-üzemmódból gombnyomással válthatunk harci üzemmódba. Ezen belül a kard- és ököl- üzemmódok közti váltás módja, hogy a szúrófegyvert az eszköztár felszerelés-diagramjának neki fenntartott cellájából egyszerű drag and drop-pal átrakjuk a tarisznyába.
A Revenantban tényleges, fontos szerepe van a taktikus harcnak. A zombikat és pókasszonyokat például szúrással nehezebb (lassabb) megölni, mint oldalvágással, a sárkányok és masszív szörnyek ellen (Föld-gólem) viszont a szúrás a leghatásosabb.
Vívás üzemmódban lehetőség van különféle hatásos ütéskombinációk alkalmazására is, miután elegendő Skill paramétereket értünk el és Jong mester elmagyarázza a technikát. Ilyen például az egyszerű bukfenc és hátra szaltó (ez nem támadás, csak mozgásforma), a klasszikus pörgő-vágás (oldalvágás hátra fordulatból kiindulva) vagy a szúrás-rúgás kombináció, utóbbival az ellenfeleket eltávolíthatjuk magunktól. Az ugyanazzal a gombbal kiváltott támadások mások lesznek attól függően is, mennyire távoli az ellenfél, vagy hogy lenyomjuk-e az UP, DOWN, LEFT, RIGHT nyilak közül a menetirányunkkal ellenkező irányba mutatót.

#### Mágia
A mágiához felszerelés szükséges: a talizmánok, használatukról l. o. Ezeket a küldetések során találjuk. Elvileg tizenkétféle talizmánhoz juthatunk (a játék nagy részében ezeknek csak töredékével rendelkezünk). Harc közben már elég nehézkes a használata, célszerű a komolyabb ellenfelek előzetes meggyengítésére használni.

#### Lövészet
A történet fele tájékán egy igen komoly ellenfél legyőzéséhez íjat és nyilakat kapunk. A közelharc üzemmódból gombnyomással kell íjász üzemmódba (és vissza) váltani (X), egy másik gomb (Z) lenyomásával lőni.

#### Képességek
Nemcsak a felszerelést és a páncélzatot, de Locke képességeit is fejleszthetjük. A karakterek három fontos mérőszámmal ("main stats") jellemezhetőek: 1). életerő 2) mana (mágikus erő) 3) erőnlét/fáradtság.
Az életerőt a harc közbeni kapott találatok csökkentik, az élelem- és gyógyszerfogyasztás megnöveli; a manát az élelem- és gyógyszerfogyasztás szintén növeli), a varázslatok végzése pedig csökkenti. A harmadik pontszám maximumát főleg az egyre jobb fegyverek vétele növeli, maga a pontszám a pihenés hatására gyorsan növekszik, a harc és futás pedig gyorsan csökkenti. Csökkenése (kb. 10 pont alá) hatástalanná teszi támadásainkat.
Ezen kívül a felszerelés-diagramon számtalanféle mérőpont alakulását figyelhetjük meg. Ezek az elemi támadásaink erejét, méreggel szembeni ellenállásunkat és hasonló dolgokat mérnek. Ezen rész-statisztikák valamilyen függvénye a három fő pontszám.
Bizonyos számú ellenfél legyőzése után azonban a pontmértékek maximuma is megnövekszik, tehát egyre több találat kell Locke megöléséhez. Locke level-mértékével együtt azonban az ellenfelek is egyre erősebb fajtájúak és emellett intelligensebbek lesznek. A level-növekedéssel nemcsak Locke pontszerűen mérhető képességei nőnek meg, de vívás- és mágiatudásban is feljebb léphetünk (újfajta varázslatokra leszünk képesek, Jong mestertől pedig újabb támadási kombinációkat sajátíthatunk el).

## Ellenfelek
Az ellenfelek igen különbözőek, és ahogy képességeink fejlődnek, egyre erősebb és intelligensebb változataikkal kell megküzdeni. Az ellenfelek bizonyos hányada és fajtája bizonyos (nem túl hosszú) idő elteltével újraképződik (respawning) a nekik megfelelő területen, de a mechanizmus nem teljesen automatikus (úgy tűnik, a többszöri kiirtás a komolyabb ellenfelek forráshelyeit végleg bezárja a legtöbb helyen; de bizonyos kulcspontokon megszüntethetetlen az újraképződés). Az ellenfelek általában várnak addig, amíg a látóterükbe nem érünk, de – ha elég gyorsak – ezután kitartóan követnek, még a városba is, amíg meg nem halnak. A játék valószerűségét fokozza, hogy a különböző érdekcsoportokba tartozó ellenfelek egymást is megtámadhatják, ha elég közel kerülnek.
Az ellenfelek egy része a Kultusz tagja. Más részük démon, vadállat és szörny, melyek többsége az Ur időszámítása előtti nagy istenháború, a "Kataklizma" zűrzavaros idejében jött létre.
Főbb ellenféltípusok:

### Vadak és félvadak
Óriáspókok (arachnoidok)típusai: negyed-fél méteres magasak lehetnek a fekete araknid és a vörös artikulid típusok. Mintegy egy-másfél méter magas és a páncélozatlan szereplő számára komoly ellenfél lehet a nagy és mérgező harapású arakna. Akhuilonon kívül, az Arakna-szigeten további fajok (mint a recluse) is élnek. Úgy tűnik, az arachnoidokat félig pók, félig emberszabású lények, a "pókkirálynők" (spider queen) petézik és varázsolják. Ezek a női felső- és pók alsótesttel rendelkező lények már igen értelmesek; nyilat használnak, és különféle varázslatokra is képesek.
Ugrógyík (hopper)egy nagy, erősen fogazott szájból és két lábból álló, békaszerű lény. Nagyon mozgékony, harapása komoly kárt okoz.
Kanthahasonlít az ugrógyíkhoz, de fekete, emlősszerű, némileg lassabb és gyengébb nála. Az akhuiloni könyvtár feljegyzései szerint a szigetre behurcolt, eredetileg domesztikált fajból vadulhatott el. Ezeknek a leginkább kutyára emlékeztető lényeknek egy része azóta a szigeten élő ogrok-törzsek kedvence lett.
Lurker Ogre-szerű, kétlábú, zömök, zöld, emberevő hüllő.(A játék elején vigyázzunk vele, mert erős ellenfél)
Gólem (earth (golem), stone golem, infernal golem)A lurkerhez hasonló felépítésű, de zömökebb és erősebb, ugyanakkor lomhább, troll-szerű óriáslény. Valószínűleg a Kultusz mágiájának termékei. Két fajtája a föld-gólem (earth (golem)), sötétzöld színű, valamint a még nagyobb, sötétszürke kő-gólem (stone golem), utóbbiak Kelet-Akhuilon sötét pincéiben gyakoriak. A legerősebb fajta a sárgás-barna tűz-gólem (infernal g.), ezek Anserakban fordulnak elő.
Sárkányszerű lényekFajtái a gyengébb hideg-sárkánygyík (issathi) és a sokkal erősebb, tűzköpő tűz-sárkány (green, ill. a még erősebb white, blue és red). Utóbbi az egyik legerősebb ellenfél. A tűz-sárkányok meglehetősen értelmesek lehetnek, mert egy helyi nő, Haroween szerint egyikük, Sidious (az egyetlen fekete sárkány), lopásokra kényszerítette (igaz, ez lehet a bűntény miatti mentegetőzés is). A Könyvtár azonban a hideg-sárkányokat állatfajként sorolja be.

### Démonok
CsontvázPáncélba öltözött, felfegyverzett csontvázak (skeleton),
ZombiPuszta kezükkel és ártalmas köpetükkel küzdenek.(Zombie,Styxx(az egyik küldetés fő ellenfele))
Lidérc (wraith)Csuklyás, világító szemű, főképp (de nem kizárólag) mágikus módszerekkel küzdő lények. Varázslataik elég pusztító erejűek, de látóterük és életerő-maximumuk relatíve jóval kisebb támadóerejüknél.
Kárhozott (undead sorcerer)Anserak poklaiban élő lények. Erejük, pontszámaik a lidércekéhez hasonlatosak, de kevésbé agresszívek és mozgékonyak, nyílt harc helyett inkább zombikat és lidérceket idéznek meg védelmükre.
Démon (demon mage)technikailag a lidérc sokkal fejlettebb változatának tűnik: ugyanúgy lebeg, és képességeinek nagyságrendje is hasonló, noha a lidércnél valamivel erősebbek, nagyobb látóterűek és villámok helyett tűzzel küzdenek, ami miatt még pusztítóbbak. Külsejük: egy denevérszerű testhez kétszarvú, torz humanoid fej csatlakozik. Szintén Anserak terein léteznek.

### Teljesen értelmes lények
Druhgalacsonyrendű goblin-féleségek vagy -szerűségek, kétlábú, egy-másfél méter magas, kék, zöld vagy lila szőrzetű, mozgékony, majomszerű mozgású lények. Több fajtájuk van (under, mongreal, trush). Bár teljesen értelmes cselekedetekre és beszédre is képesek, primitív életmódot élnek; a szigetiek inkább állatoknak tekintik őket, és próbálkoznak háziasításukkal, kevés sikerrel. A vadonban azonban veszélyesek és többnyire támadó szándékúak is lehetnek. Az ütéseik által okozott sérülés csekély páncélzat mellett is elhanyagolható.
Vashar (elő-ember)Bőrpáncélos, fegyveres ember-féleség (a legtöbb fantasy-műben a vashar olyan emberfajta, akiket a jelenlegi emberi faj előtt teremtettek az istenek, de végül túl agresszívnak vagy romlottnak bizonyultak). Nyugat-Ankhuilon legkeletibb részein élnek. Nem biztos, hogy mind a Kultuszhoz tartoznak, de mind ellenségesek.
OgrokRobusztus, harcias és nagyon erős troll- vagy ogre-szerű faj. Valaha megfértek az emberekkel, sőt együtt harcoltak a rugaardi háborúban, amiért Blaasrick, az emberek uralkodója egy nagy értékű amulettet ajándékozott nekik (fontos szerepet kap a játékban). A történet idején bizalmatlanok és ellenségesek az emberek iránt, mert a kezdetben főleg  emberekből álló Kultusz sok ogrokot elrabolt és mentális rabszolgává tett. A szabad ogrokok maradéka bezárkózott a mocsarak közepén elterülő cölöp-erődítménybe, és senki emberfiát be nem engednek, pedig területükön van a Kultusz bázisához elvezető barlangok egyetlen, jól őrzött bejárata. A szabad ogrokok közül csak egyet, egy Baez nevű ökölvívó (v. pankráció-) bajnokot kell legyőzni a játékban, de a Kultuszhoz tartozó, megrontott ogrokok komoly ellenfelek.

### A Kultusz tagjai
A Kultusz értelmes és csekély értelmű lényeket is felhasznál céljaihoz, így a már említett sárkányokat, föld-gólemeket, és ogrokokat. Ezeken kívül a következő tagjai vannak:
Nindzsaa gyengébb zöld ruhás (ramage) és az erősebb piros ruhás (sirocco). Varázsolni nem tudnak és páncélzatuk nincs, de nagyon technikásan küzdenek, kiváló kardforgatók. Legerősebb formájuk a fekete ruhás shadow minion típus: rendelkezik a ninja armor nevű páncél-szettel, és képes a láthatatlanná tévő varázslat alkalmazására.
DorogarAz ogrokokhoz hasonló lények, de nagyobbak, erősebbek, intelligensebbek és ráadásul gyorsabbak. Hosszú nyelű alabárddal küzdenek, ezért komoly ellenfelek lehetnek.
Szerzetes (monk)puszta kézzel küzdő, jó ökölvívók. Mágiát ők sem használnak.
PapBotjukon kívül semmi védőfegyverük nincs, de mesterei a mágiának. Sok fajtájuk az acolyte és a sokkal fejlettebb druid, cynderate és arcanist. Nemcsak ruhájuk színében, szabásában, de kedvenc támadó és védő mágikus módszereikben is különböznek.
Páncélos (dark revenant)Locke-hoz hasonló, csak épp a Kultusz szolgálatában álló  revenantok. Erős páncélzat, közepes v. erősebb vívástudás és intenzív mágikus tevékenység jellemzi őket.

## Megjelenés, játszhatóság
Az izometrikus 3D-nézetet megvalósító játék  maga idejében igen korszerű grafikus módszereket használt (65000 színű grafika, animált 3D karakterek, valódi fényforrások és színes fények, éjjel-nappal szimulátorrendszer). A művészeti hátteret egy viszonylag ismert kanadai sci-fi rajzművész, Den Beauvais biztosította (mások mellett). A külső helyszínek nem annyira sikerültek, rajzfilmszerűbbek, és néhol mintha "vizuális bugok" is lennének (vízesések[?] ábrázolása) de a belső színterek, különösen a színpompás barlangrendszereké, igen kidolgozottak és hatásosak - bár akadt kritikus, aki épp a barlangrendszerek színpompáját kifogásolta. Az atmoszférát a hangeffektek és a zene tette teljesebbé.
Különös gondosságra utal a Locke által viselhető ruhák, páncélok, fegyverek gazdag kombinációja. Ezek különféle képességeket erősítenek vagy gyengítenek, ráadásul többük több színben is vásárolható Misthaven boltjaiban. A karakterek könnyű mozgathatósága és az animációk szintén figyelemre méltóak. Csak egészen apró hibák akadnak, nevezetesen: szűk helyeken Locke beakadhat, nehezen mozog – elsősorban néhány barlangi lépcsőn, de ez viszonylag ritka dolog, és nem ront a kedvező összképen lényegesen.
A Revenant pozitívuma lenne, hogy mellékeltek hozzá térképszerkesztőt is (editor). Ezt – noha a készítők állítják: ezzel készítették a teljes egyjátékos küldetést – azonban kritikusok, játékosok nehezen használhatónak (sőt "szinte használhatatlannak") minősítették és felrótták a készítőknek, hogy semmilyen támogatást – például leírást, használati utasítást, illetve demo-térképeket – nem adtak hozzá. 1999-ben a játék producere, Rex Dickinson írt egy útmutatót az editor használatához, amelyet feltettek egy weblapra (mára azonban nem érhető el az eredeti helyen). A Revenant magyar kiadásához mellékeltek egy (angol nyelvű) súgófájlt (editor.txt). Ez annak pár bekezdéses leírását tartalmazza, hogyan kell új modult regisztrálni és elmenteni, de a kezelőfelületben való eligazodáshoz és más részletekhez semmifajta segítséget nem ad.

### Problémák
A fejlett grafikához szükséges rendszerkövetelmények nemcsak a maga korában voltak magasak, ezzel összefüggésben a játék stabilitása sem a legkielégítőbb (a beszámolók gyakran említenek lefagyásokat. A páncélvásárlás előtt és után mindenképp ajánlott az addigi játékmenet biztonsági mentése). Szintén a magas memóriaigénnyel függ össze a játék egyik sokat bírált jellemzője, a hosszú töltési idő. A szoftver ugyanis leállítja a játékmenetet addig, amíg a térkép következő részlete be nem töltődik a memóriába. Ez néha csak rövid megakadást, sokszor azonban egy fekete képernyőt eredményez (bal alsó sarkában a "loading map" feliratú folyamatábrával), s a technikai szünet rendszertől függően hosszabb-rövidebb ideig tarthat.
A Revenant kiadása szerencsétlen időpontban történt: ekkoriban következett be Ion Storm némileg hasonló lövöldözős-kardozós kalandjátékának, a  Daikatana-nak a bukása. Emiatt az Eidos leállította a Revenant további fejlesztését (egy folytatás sem készült hozzá). Ez az oka, hogy bár három mellékkarakter is felveti, hogy csatlakozik Locke küldetéséhez, a párbeszédek végére mind visszatáncolnak, igaz, multiplayer üzemmódban választhatóak főszereplőnek.
Kritikákat kapott a többjátékos funkció is, mert benne bugokat találtak . Az utóbbi fajta hibák javítására azonban ingyenesen letölthető  patch-eket készítettek a fejlesztők.

## Külső hivatkozások
- Revenant Archiválva 2007. július 6-i dátummal a Wayback Machine-ben a MobyGames adatbázisában
- Revanant magyar előzetes
- Interjú a fejlesztőkkel
- Interjú a játék producerével, Rex Dickson-nal